# Danuta Rylska
Danuta Rylska (ur. 10 października 1938 w Warszawie, zm. 13 lipca 2022 tamże) – polska tenisistka.
Reprezentantka klubu Legia Warszawa. Trzykrotna mistrzyni Polski w grze pojedynczej (1962-1964) oraz sześciokrotna halowa mistrzyni Polski (1961-1962, 1966-1969). Ponadto tytuły mistrzyni Polski zdobywała w deblu z Danutą Wieczorek (1971) oraz w dwukrotnie w mikście z Tadeuszem Nowickim (1969, 1971). W sumie zdobyła dwanaście tytułów mistrzyni Polski. W 1966 wystąpiła w meczu Pucharu Federacji. W 1974 zakończyła karierę. Zmarła 13 lipca 2022 roku w Warszawie, jest pochowana na cmentarzu w Antoninowie.